# 蒂爾貝格山 (蒂羅爾州)
47°36′0″N 12°9′52″E / 47.60000°N 12.16444°E

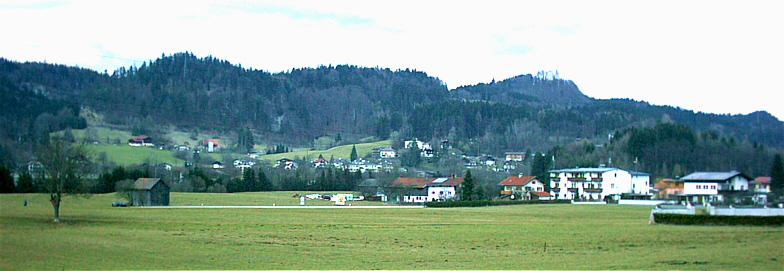

蒂爾貝格山（德語：Thierberg），是奧地利的山峰，位於該國西部，由蒂羅爾州負責管轄，屬於布蘭登貝格山的一部分，處於基弗斯費爾登西南面，海拔高度721米。